# Euscirrhopterus klagesi
Euscirrhopterus klagesi är en fjärilsart som beskrevs av Jordan 1908. Euscirrhopterus klagesi ingår i släktet Euscirrhopterus och familjen nattflyn. Inga underarter finns listade i Catalogue of Life.